# 1177
1177 (MCLXXVII) a fost un an obișnuit al calendarului iulian.

## Evenimente
- 1 februarie: Cavalerul normand Jean de Courcy, pornit din Dublin, ocupă Downpatrick, reședința regatului irlandez din Ulster.
- 1 iunie: Tentativă a împăratului Go-Shirakawa al Japoniei de a răsturna de la putere pe Taira no Kiyomori și întregul clan Taira.
- 12 iulie: Regele Henric al II-lea al Angliei autorizează construirea de cimitire evreiești în afara orașelor.
- 24 iulie: Tratatul de la Veneția. Împăratul Frederic Barbarossa este nevoit să îl recunoască pe Alexandru al III-lea ca papă, abandonându-l pe antipapă; este consacrată autoritatea papală, însă împăratul continuă să își exercite controlul asupra alegerilor episcopale din Germania și refuză să acorde Statului papal moștenirea contesei Matilda de Toscana de Toscana.
- 1 august: Contele Filip de Flandra sosește la Accra în fruntea unui grup de cruciați, după ce cruciații din Regatul Ierusalimului, amenințați de reculul bizantin din Asia Mică și de raidurile maritime și terestre ale dinastiei Ayyubizilor, făcuseră un apel către Occident.
- 1 august: Imperiul romano-german renunță la orice pretenție teritorială asupra teritoriului Romei.
- 21 septembrie: Regele Alfonso al VIII-lea al Castiliei cucerește Cuenca de la mauri.
- 27 septembrie: Papa Alexandru al III-lea trimite o epistolă către legendarul preot Ioan, considerându-l ca fiind personaj real, numindu-l "rege al Indiei".
- 25 noiembrie: Bătălia de la Montgisard. Sultanul Egiptului, Saladin, este înfrânt de către forțele reunite ale regelui Balduin al IV-lea al Ierusalimului și ale lui Raynaud de Chatillon.

### Nedatate
- ianuarie: Bătălia de la Re, în Vestfold. Regele Magnus al V-lea al Norvegiei îi înfrânge pe "birkebeineri" și îl elimină prin asasinat pe pretendentul Eystein Meyla; conducerea "birkebeinerilor" este preluată de către Sverre Sigurdson.
- septembrie: Într-o scrisoare adresată abatelui de Cîteaux, contele Raymond al V-lea de Toulouse denunță progresul înregistrat de erezia catharilor.
- Capitala statului khmerilor, Angkor Wat, este prădată de către champi.
- Foamete înregistrată în provincia japoneză Kansai.
- Moscova este distrusă de un incendiu, în urma unui raid al cneazului de Ryazan.
- Prima mențiune a castrului Tymes, Timișoara de astăzi, într-un document medieval.
- Prima mențiune a comitatelor Cluj și Alba.
- Regele Alfonso al II-lea al Aragonului fondează Puigcerda.
- Regele Mieszko al II-lea al Poloniei este depus de către locuitorii din Cracovia, fiind acuzat de despotism, și înlocuit cu fratele său, Cazimir al II-lea.
- Triburile estoniene efectuează un raid de iarnă asupra orașului Pskov.
- Un incendiu devastează orașul Kyoto din Japonia.

## Arte, științe, literatură și filozofie
- 1 februarie: Normandul Jean de Courcy începe construirea unui castel în zona în care se află astăzi orașul Belfast din Irlanda de Nord.
- Cistercienii fondează abația Byland, în Yorkshire (Anglia).
- Începe construirea podului Saint Benezet, la Avignon.

## Înscăunări
- 10 martie: Sverre Sigurdsson, rege al Norvegiei (1177-1202)
- Cazimir al II-lea "cel Drept", duce al Poloniei.
- Leopold al V-lea, duce de Austria.
- Roger de Moulins, mare maestru al Ordinului ospitalierilor.

## Nașteri
- august: Filip de Suabia, duce de Suabia și de Alsacia, pretendent la tronul Imperiului romano-german (d. 1208).
- Balduin al V-lea, rege al Ierusalimului (d. 1186).

## Decese
- 13 ianuarie: Henric al II-lea Jasomirgott de Babenberg, duce de Austria, conte palatin și duce de Bavaria (n. 1107)

### Nedatate
- ianuarie: Eystein Meyla, conducător al "birkebeinerilor" din Norvegia (n. 1157).
- iunie: Guglielmo de Montferrat, cruciat și conte de Jaffa și Ascalon (n.c. 1140).
- Azalais de Porcairagues, trubadur francez (n. 1140).